# Frog (modelismo)
Frog fue una muy conocida marca británica de maquetas a escala desde los años 1930 hasta los años 1970.

## Origen
Fundada en 1931 por Charles Wilmot y Joe Mansour, International Model Aircraft Ltd. (IMA) empleó originalmente la marca Frog (supuestamente significando Flies Right Off the Ground, vuela desde el mismo suelo) en el Interceptor Mk.4 un avión a escala volador mediante goma elástica lanzado en 1932. Ese mismo año se inició una colaboración con la compañía juguetera Lines Bros Ltd. y otros modelos voladores fueron lanzados al mercado. En 1936, un surtido de maquetas de aviones en escala 1:72 fueron puestos a la venta bajo la marca Frog Penguin en alusión a la naturaleza no voladora de estos modelos. Realizados con acetato de celulosa, se disponía de modelos prefabricados y juegos listos para montar, siendo los primeros de esta naturaleza puestos a la venta en todo el mundo.

## Apogeo
Durante la Segunda Guerra Mundial la compañía produjo modelos voladores para ser empleados como blancos, así como modelos de reconocimiento en escala 1:72. Los modelos Penguin fueron retirados en 1949, pero una nueva línea de modelos Frog realizados con poliestireno estuvieron disponibles en 1955. Una gran variedad de aviones, barcos y automóviles en diversas escalas fueron lanzados durante las décadas de los años 1950 y años 1960. La escala estándar para modelos aéreos pasó a ser la 1:72 desde 1963, incluyendo en su catálogo aviones no muy conocidos que no estaban disponibles por ningún otro fabricante en ese momento, como los Avro Shackleton, Martin Baltimore y Maryland, Vultee Vengeance, Supermarine Attacker, de Havilland Vampire y Hornet, Gloster E.28/39 y el North American Mustang II. La producción de modelos voladores continuó hasta principios de la década de 1960.

## Desaparición
En 1971, la casa madre de IMA, en ese momento Tri-ang, entró en liquidación y fue adquirida por 
Dunbee-Combex-Marx el año siguiente. A mediados de los años 1970 varios de los moldes de Frog fueron transferidos a varias fábricas en la Unión Soviética, y los modelos empezaron a aparecer nuevamente bajo la marca Novo. Los modelos de las Potencias del Eje fueron adquiridos por Revell alrededor del año 1977, dado que Novo no había mostrado interés en ellos. Los moldes de la mayoría de aviones de reacción fueron vendidos a Hasegawa. Los últimos modelos vendidos bajo la marca Frog fueron producidos en 1976. En los últimos años, algunos antiguos modelos de Frog/Novo han sido reeditados por Revell y varios fabricantes del Este de Europa.